# Songs of the Unforgiven
Songs of the Unforgiven è il settimo album della band Crash Test Dummies pubblicato nel 2004.
L'album contiene molte tematiche apocalittiche e riferimenti della Bibbia.

## Tracce
1. Prelude – 0:19
2. Sonnet 1 (And When the Sun Goes Down) – 2:31
3. And So Will Always Be – 3:16
4. The Unforgiven Ones – 2:54
5. Interlude 1 – 0:23
6. Come Down to the Sinkhole – 2:34
7. Is the Spell Really Broken? – 3:53
8. Everlasting Peace – 2:39
9. Sonnet 2 (And Back in Ages Past) – 2:40
10. The Beginning of the End – 3:00
11. Interlude 2 – 0:36
12. You've Had Yuor Run – 3:21
13. There Is No Final Winner – 2:13
14. You've Done It Once Again – 3:46
15. Sonnet 3 (The Cold Is Here) – 2:04
16. The Wicked and the Evil – 3:03
17. Postlude – 1:16

## Musicisti
- Brad Roberts - cantante, chitarra
- Ellen Reid - coro
- Suzzy Roche - coro
- Chris Brown - organo, fisarmonica, pianoforte, harmonium
- Scott Harding - chitarra, piatti, vibrafono, coro
- Andrew Hall - basso
- Drew Glackin - chitarra, lap steel guitar, basso elettrico, chitarra resofonica, tremolo
- Jane Scarpantoni - violoncello
- David Mansfield - banjo, violino
- Mimi Parker - batteria
- Alan Sparhawk - chitarra
- Todd McMillon - campane